# Stefan Manzana Marin
Stefan Manzana Marin (* 5. März 1982 in Wien als Stefan Fuhrmann) ist ein ehemaliger österreichischer Fußballspieler und nunmehriger -trainer.

## Karriere

### Als Spieler
Manzana Marin begann seine Karriere beim SC Neusiedl am See. Bei den Burgenländern spielte er auch für die erste Mannschaft. Mit Neusiedl stieg er 2005 in die Regionalliga auf. In der dritthöchsten Spielklasse absolvierte er insgesamt 99 Partien, ehe er nach der Saison 2008/09 seine Karriere im Alter von 27 Jahren beendete.

### Als Trainer
Manzana Marin trainierte ab der Saison 2009/10 die U-17-Mannschaft der AKA Burgenland. Dieses Amt hatte er bis 2011 inne. Im Jänner 2012 übernahm er dann die U-18-Mannschaft der Burgenländer. Nach eineinhalb Jahren in dieser Position wechselte er zur Saison 2013/14 zum SK Rapid Wien, bei dem er Trainer des U-16-Teams wurde. Nach der Saison 2014/15 verließ er Rapid.
Im Dezember 2015 wurde er Co-Trainer von Uwe Hölzl beim steirischen Regionalligisten TSV Hartberg. Zur Saison 2016/17 wechselte Manzana Marin zum Zweitligisten SC Wiener Neustadt, bei dem er Assistent von René Wagner wurde. Bereits im Jänner 2017 verließ er Wiener Neustadt und schloss sich dem Bundesligisten SCR Altach an, bei dem er Co-Trainer von Martin Scherb wurde. Gemeinsam mit Scherb wurde er jedoch im Mai 2017 wieder entlassen.
Im Juni 2017 übernahm er anschließend die Leitung der Akademie von Bundesligist FC Admira Wacker Mödling. Im Dezember 2020 verließ er die Admira nach dreieinhalb Jahren. Im Juli 2021 kehrte Manzana Marin dann in die AKA Burgenland zurück, deren Leitung er übernahm. Bereits im März 2022 trat er von diesem Posten wieder zurück.
Ab März 2023 arbeitete er als Chefscout für den Zweitligisten First Vienna FC. Im April 2025 übernahm er dann die Vienna als Nachfolger von Mehmet Sütcü als Cheftrainer. Nach drei Spielen im Amt wurde Manzana Marin im Mai 2025 wieder Chefscout des Vereins und übernahm zusätzlich die Aufgabe des Videoanalysten.